# دولت نجات ملی
دولت نجات ملی (صربی: Влада народног спаса) یک دولت دست‌نشانده آلمان نازی در صربستان بود.